# Cinchona parabolica
Cinchona parabolica là một loài thực vật có hoa trong họ Thiến thảo. Loài này được Pav. mô tả khoa học đầu tiên năm 1859.